# Mieczysław Mokrzycki
Mieczysław Józef Mokrzycki (ur. 29 marca 1961 w Majdanie Lipowieckim) – polski duchowny rzymskokatolicki, sekretarz papieski w latach 1996–2007, arcybiskup koadiutor lwowski w latach 2007–2008, arcybiskup metropolita lwowski od 2008, przewodniczący Konferencji Episkopatu Ukrainy w latach 2008–2018 oraz 2020–2023, zastępca przewodniczącego Konferencji Episkopatu Ukrainy w latach 2018–2020.

## Życiorys
Syn Piotra Mokrzyckiego i Bronisławy Mokrzyckiej z domu Rydzik urodzony 29 marca 1961 w Majdanie Lipowieckim.
Po ukończeniu szkoły podstawowej w Łukawcu i Cieszanowie uczył się w Państwowym Technikum Rolniczym w Oleszycach. Po maturze studiował teologię na Katolickim Uniwersytecie Lubelskim. Święcenia kapłańskie otrzymał 17 września 1987 z rąk biskupa Mariana Jaworskiego, ówczesnego arcybiskupa diecezjalnego lwowskiego z siedzibą w Lubaczowie. W 1991 wyjechał do pracy duszpasterskiej na Ukrainie. W 1996 uzyskał stopień naukowy doktora na rzymskim Uniwersytecie Angelicum. Pracował jako wikariusz parafialny, sekretarz biskupa, a następnie był urzędnikiem w Kongregacji ds. Kultu Bożego i Dyscypliny Sakramentów. W 1996 został osobistym sekretarzem papieża Jana Pawła II, a po jego śmierci w 2005 został sekretarzem papieża Benedykta XVI.
16 lipca 2007 został mianowany arcybiskupem koadiutorem archidiecezji lwowskiej. Święcenia biskupie przyjął 29 września 2007 w bazylice św. Piotra na Watykanie. Głównym konsekratorem był papież Benedykt XVI, zaś współkonsekratorami kardynałowie Tarcisio Bertone i Marian Jaworski. Sprawowanie urzędu arcybiskupa archidiecezji, w związku z przyjęciem przez Benedykta XVI rezygnacji Mariana Jaworskiego, rozpoczął 21 października 2008, a ingres do katedry we Lwowie odbył 22 listopada 2008.
W 2008 został wybrany przewodniczącym ukraińskiej Konferencji Episkopatu i pełnił tę funkcję do 2018 kiedy to objął funkcję jej wiceprzewodniczącego. Ponownie przewodniczącym został w 2020 i pełnił tę funkcję do 2023.

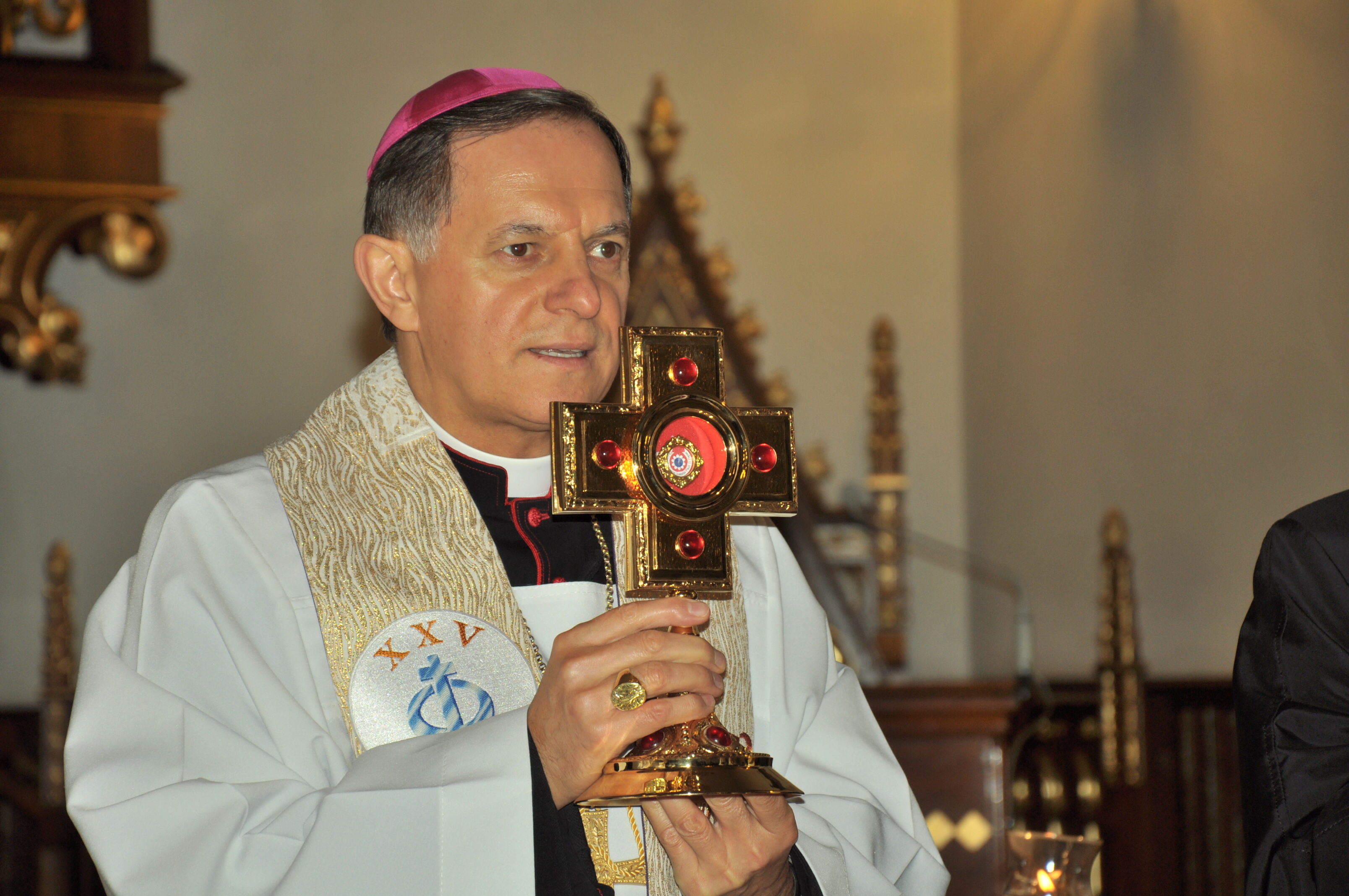
Abp Mokrzycki z relikwiami Jana Pawła II - Grójec, 13 listopada 2014

W 2009 nakładem Wydawnictwa M ukazała się książka wywiad rzeka z abp. Mieczysławem Mokrzyckim pt. Najbardziej lubił wtorki. Opowieść o życiu codziennym Jana Pawła II autorstwa Brygidy Grysiak.
W 2017 konsekrował biskupa pomocniczego lwowskiego Edwarda Kawę. Był współkonsekratorem podczas sakry biskupa pomocniczego charkowsko-zaporoskiego Jana Sobiły (2010), biskupa pomocniczego odesko-symferopolskiego Jacka Pyla (2013), biskupa pomocniczego kamienickiego Radosława Zmitrowicza (2013) i biskupa diecezjalnego kijowsko-żytomierskiego Witalija Krywickiego (2017).

## Ordery i odznaczenia
- Krzyż Komandorski Orderu Odrodzenia Polski – „za wybitne zasługi dla Polonii na świecie, za promowanie Polski oraz działalność na rzecz krzewienia polskich tradycji i kultury” (2010)[9][10].
- Krzyż Oficerski Orderu Odrodzenia Polski – „za wybitne zasługi dla Polskiego Kościoła, za działalność na rzecz Polonii Ukraińskiej” (2007)[11][12].
- Odznaka honorowa „Zasłużony dla Województwa Podkarpackiego” (2018)[13].
- Krzyż „Golgota Wschodu” (2016)[14].
- Medal Kochaj i Służ (2016)[15]

## Wyróżnienia
- Złoty Dyplom Wydziału Teologii KUL – „w dowód uznania za niestrudzoną pracę na rzecz odrodzenia życia religijnego w Archidiecezji Lwowskiej” (2012)[16].
- Nagroda TVP Polonia – „za zasługi dla Polski i Polaków poza granicami kraju” (2012)[17].
- Nagroda Komitetu Organizacyjnego Polsko-Czeskich Dni Kultury Chrześcijańskiej – „za zasługi na polu międzynarodowym” (2014)[18].